# Saarburg
Saarburg – miasto w południowo-zachodnich Niemczech, w kraju związkowym Nadrenia-Palatynat, w powiecie Trier-Saarburg, siedziba gminy związkowej Saarburg-Kell. Do 31 grudnia 2018 siedziba gminy związkowej Saarburg.

## Historia

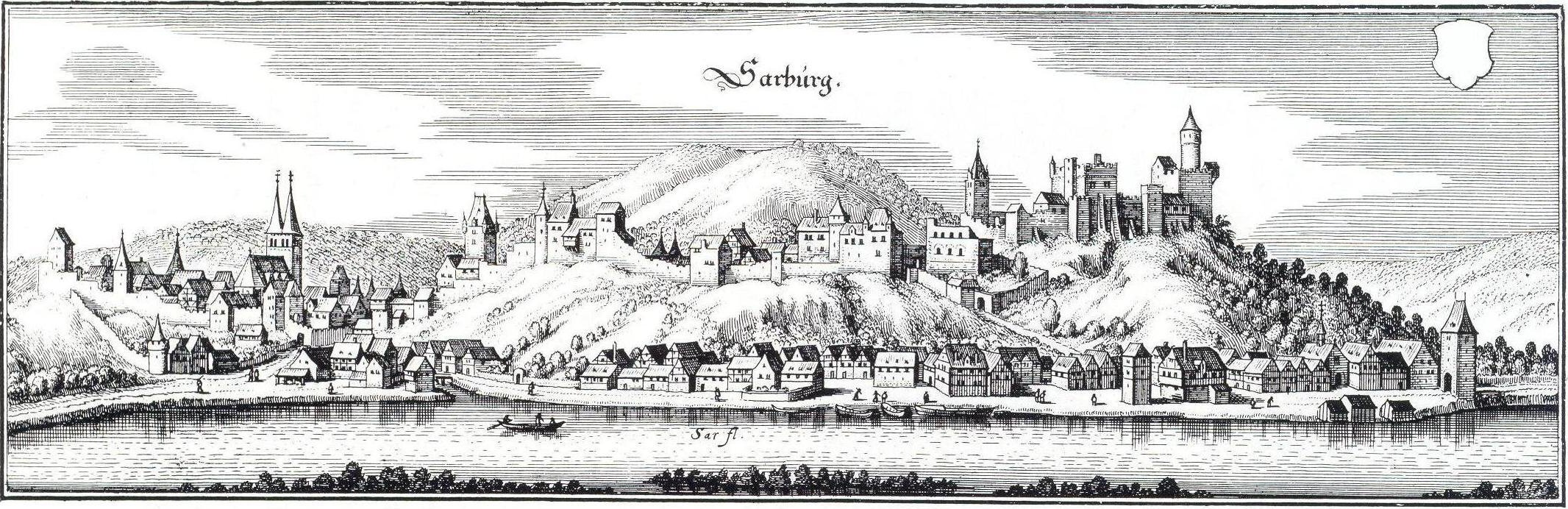
Panorama Saarburga na ryc. z XVII w.

Historia miasta jest ściśle związana z historią zamku Saarburg i zaczyna się w 964 wraz z jego wzniesieniem przez pierwszego hrabiego luksemburskiego Zygfryda I. W roku 1291 Rudolf I Habsburg nadał Saarburgowi prawa miejskie.
Pierwsza znana pieczęć miejska pochodzi z 1346. W 1552 zamek został zniszczony przez Brandenburczyków, a w 1636 miasto dotknęła epidemia. Pomiędzy 1698 a 1760 miasto parokrotnie zmieniało przynależność państwową pomiędzy Francją a Austrią. W 1793 zostało zajęte przez Francję i ustanowione stolicą kantonu. Po kongresie wiedeńskim zostało włączone do Prus, z którymi w 1871 zostało częścią Niemiec. W latach 1850–1860 rozebrano większość bram i baszt miejskich, zachowując jedynie dwie.
W 1935 poszerzono granice miasta, włączając miejscowości Beurig i Niederleuken, a w 1938 ulokowano w mieście garnizon. U schyłku II wojny światowej (w grudniu 1944) miasto zostało zbombardowane, ucierpiał m.in. kościół św. Wawrzyńca. Po porażce nazistowskich Niemiec w latach 1945-1948 w składzie niewielkiej, luksemburskiej strefy okupacyjnej Niemiec, następnie w strefie francuskiej. Francuscy żołnierze opuścili miasto w 2010.

## Podział administracyjny
- Beurig
- Kahren
- Krutweiler
- Niederleuken (najstarsza)